# Adrian Peterson
Adrian Lewis Peterson (* 21. März 1985 in Palestine, Texas) ist ein ehemaliger US-amerikanischer American-Football-Spieler auf der Position des Runningbacks. Peterson spielte in der National Football League (NFL) von 2007 bis 2016 für die Minnesota Vikings und anschließend für die New Orleans Saints, die Arizona Cardinals, die Washington Redskins die Detroit Lions und die Tennessee Titans. Zuletzt stand er bei den Seattle Seahawks unter Vertrag.

## Karriere

### College

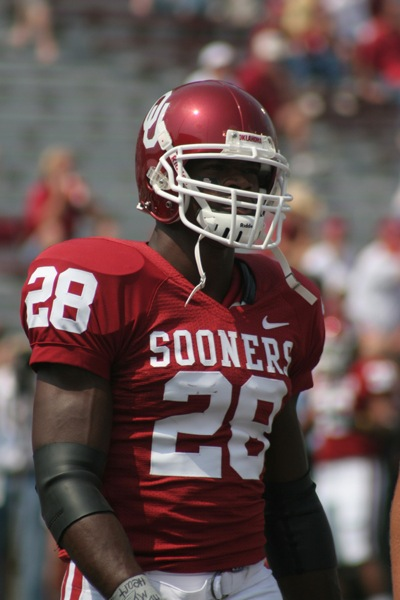
Adrian Peterson als Spieler für die Oklahoma Sooners.

Peterson besuchte die University of Oklahoma, wo er als Runningback College Football für die Oklahoma Sooners spielte. Er war bereits in seinem ersten Jahr ein Kandidat für die Heisman Trophy, welche jedoch knapp an Matt Leinart ging. 2005 zog er sich seine erste schwerere Verletzung zu, eine Knöchelverletzung. Peterson musste vier Spiele aussetzen, dennoch gelangen ihm 1.208 Yards im Laufspiel sowie 14 Touchdowns, die zweitmeisten in der Big 12 Conference. 2006 verletzte er sich erneut, diesmal am Schlüsselbein, und fiel die restliche Saison aus. Er stieg erst im letzten Spiel, dem Fiesta Bowl, wieder ein und erlief 77 Yards und einen Touchdown. Er beendete seine College-Karriere mit 4.045 erlaufenen Yards in drei Spielzeiten.

### NFL

#### Minnesota Vikings
2007 wurde er im NFL Draft von den Minnesota Vikings in der ersten Runde als siebter Spieler ausgewählt. Am 4. November 2007 lief er 296 Yards im Spiel gegen die San Diego Chargers und brach damit den NFL-Rekord für die meisten erlaufenen Yards in einem Spiel. In der Saison 2007 erlief Adrian Peterson 1.341 Yards bei 238 Versuchen. Er war damit unter den Top drei der Runningbacks 2007.
Am 18. Dezember 2007 wurde er in den Pro Bowl gewählt. Am 2. Januar 2008 wurde er zum NFL Rookie of the Year gewählt. Im Pro Bowl am 10. Februar 2008 erlief er 129 Yards in 16 Versuchen und erzielte zwei Touchdowns. Diese 129 Yards waren die zweitmeisten in der Geschichte des Pro Bowls. Adrian Peterson wurde ebenfalls als erst zweiter Rookie nach Marshall Faulk 1995 als Pro-Bowl-MVP ausgezeichnet.
In der Saison 2008 war er mit 1.760 Yards und zehn Touchdowns der beste Runningback der Liga und wurde zum FedEx Ground Player of the Year gewählt.
In der Saison 2012, seinem sechsten Jahr als Profi, erzielte er seinen zehnten Touchdown über mehr als sechzig Yards. Der alte NFL-Rekord wurde von Jim Brown (neun) gehalten. Nur um neun Yards verpasste er einen neuen Rekord von gelaufenen Yards in einer Saison. Peterson gelang als siebter Spieler eine Saison mit mehr als 2.000 Yards (2097), Dickerson lief 1984 für die Los Angeles Rams 2.105 Yards. In den fünf Spielen im Dezember lief er 861 Yards und brach damit die alte Bestmarke von Chris Johnson (800 Yards) vom November 2009. Die Saison beendete er mit einem Schnitt von 6,0 Yards pro Lauf. Nur fünf weiteren Spielern gelang bis dahin ein Schnitt von mindestens 6,0 Yards: Beattie Feathers 1934 (8,4), Joe Perry 1954 (6,1), Jim Brown 1963 (6,4), O.J. Simpson 1973 (6,0) und Barry Sanders 1997 (6,1).
Daraufhin wurde Peterson am 2. Februar 2013 von Mitgliedern der Presse zum Most Valuable Player (MVP) und Offensive Player of the Year der Saison 2012 gewählt. Er ist somit der erste Spieler der Minnesota Vikings seit Randall Cunningham (1998), der diesen Titel verliehen bekam. Den Titel des NFL Comeback Player of the Year, zu dem er nach seinem Kreuzbandriss am 24. Dezember 2011 ebenfalls nominiert war, gewann Peyton Manning von den Denver Broncos.
Die Saison 2013 begann er mit einem Lauf über 78 Yards zum Touchdown gegen die Detroit Lions. In den folgenden Spielen konnte er nicht mehr an die guten Leistungen der vorherigen Saison anknüpfen. Er fehlte aufgrund von kleineren Verletzungen in zwei Spielen und beendete die Saison mit 1.266 Yards und 10 Touchdowns in 14 Spielen.
Infolge einer Anklage wegen Kindesmisshandlung kam Peterson in der Saison 2014 nur in einem Spiel zum Einsatz. Im Auftaktspiel gegen die St. Louis Rams trug er den Ball für 75 Yards in 21 Versuchen. Noch vor dem zweiten Spiel wurde er von den Vikings beurlaubt und danach von der NFL bis auf unbestimmte Zeit suspendiert.
Nachdem seine Suspendierung vor der Saison aufgehoben wurde, startete Peterson die Saison 2015 mit einem Monday-Night-Football-Spiel gegen die San Francisco 49ers. Er trug den Ball zehnmal für 31 Yards und die Vikings verloren das Spiel mit 20:3. Im zweiten Spiel gegen die Lions lief er für 134 Yards in 29 Versuchen. Es war sein achtes Spiel mit mehr als 100 Rushing-Yards gegen die Lions. In Woche 10 gegen die Oakland Raiders rannte er bereits zum sechsten Mal in seiner Karriere für mehr als 200 Yards. Damit stellte er den Rekord von O.J. Simpson ein. Beim Spiel gegen die Arizona Cardinals in Woche 14 erzielte er den 100. Touchdown seiner Karriere. Nur fünf davon erzielte er als Receiver. Zum Ende der Regular Season war er mit 1.485 erlaufenen Yards zum dritten Mal der erfolgreichste Runningback der Saison. Peterson erreichte mit seinem Team die Play-offs, schied aber bereits in der ersten Runde gegen die Seahawks aus.
Nachdem er die Saison 2016 wegen eines Meniskusrisses im zweiten Saisonspiel gegen die Green Bay Packers größtenteils verpasst hatte, wurde er in der folgenden Offseason von den Vikings entlassen.

#### New Orleans Saints
Am 25. April 2017 unterschrieb Peterson bei den New Orleans Saints einen Zweijahresvertrag.

#### Arizona Cardinals
Während der laufenden Saison 2017 wurde Peterson nach dem 5. Spieltag für einen Draft-Pick zu den Arizona Cardinals getauscht. Peterson wurde im März 2018 von den Cardinals wieder entlassen und wurde zum Free Agent.

#### Washington Redskins
Am 20. August 2018 unterschrieb er einen Einjahresvertrag über das Veteran-Minimum von 1,015 Millionen Dollar bei den Washington Redskins. Nach zwei Jahren in Washington wurde Peterson am 4. September 2020 entlassen.

#### Detroit Lions
Zwei Tage nach seiner Entlassung nahmen die Detroit Lions Peterson unter Vertrag.

#### Tennessee Titans
Infolge einer Verletzung von Derrick Henry nahmen die Tennessee Titans Peterson nach dem 8. Spieltag unter Vertrag. Am 23. November 2021 wurde er nach drei Spielen wieder entlassen.

#### Seattle Seahawks
Vor dem 13. Spieltag verpflichteten die Seattle Seahawks Peterson.

#### NFL-Karrierestatistik
| 2007            | Minnesota Vikings   | 14  | 9   | 238   | 1.431  | 5,6 | 73T | 12  | 19  | 268   | 14,1 | 60T | 1 | 16 | 412 | 25,8 | 53 | 0 | 4  | 3  |
| 2008            | Minnesota Vikings   | 16  | 15  | 363   | 1.760  | 4,8 | 67T | 10  | 21  | 125   | 6,0  | 16  | 0 | 1  | 16  | 16,0 | 16 | 0 | 9  | 4  |
| 2009            | Minnesota Vikings   | 16  | 15  | 314   | 1.383  | 4,4 | 64T | 18  | 43  | 436   | 10,1 | 63  | 0 | -  | -   | -    | -  | - | 7  | 6  |
| 2010            | Minnesota Vikings   | 15  | 15  | 283   | 1.298  | 4,6 | 80T | 12  | 36  | 341   | 9,5  | 34  | 1 | -  | -   | -    | -  | - | 1  | 1  |
| 2011            | Minnesota Vikings   | 12  | 12  | 208   | 970    | 4,7 | 54  | 12  | 18  | 139   | 7,7  | 22  | 1 | -  | -   | -    | -  | - | 1  | 0  |
| 2012            | Minnesota Vikings   | 16  | 16  | 348   | 2.097  | 6,0 | 82T | 12  | 40  | 217   | 5,4  | 20  | 1 | -  | -   | -    | -  | - | 4  | 2  |
| 2013            | Minnesota Vikings   | 14  | 14  | 279   | 1.266  | 4,5 | 78T | 10  | 29  | 171   | 5,9  | 22  | 1 | -  | -   | -    | -  | - | 5  | 3  |
| 2014            | Minnesota Vikings   | 1   | 1   | 21    | 75     | 3,6 | 17  | 0   | 2   | 18    | 9,0  | 9   | 0 | -  | -   | -    | -  | - | 0  | 0  |
| 2015            | Minnesota Vikings   | 16  | 16  | 327   | 1.485  | 4,5 | 80T | 11  | 30  | 222   | 7,4  | 49  | 0 | -  | -   | -    | -  | - | 7  | 3  |
| 2016            | Minnesota Vikings   | 3   | 3   | 37    | 72     | 1,9 | 13  | 0   | 3   | 8     | 2,7  | 7   | 0 | -  | -   | -    | -  | - | 1  | 1  |
| 2017            | New Orleans Saints  | 4   | 1   | 27    | 81     | 3,0 | 11  | 0   | 2   | 4     | 2,0  | 3   | 0 | -  | -   | -    | -  | - | 0  | 0  |
| 2017            | Arizona Cardinals   | 6   | 6   | 129   | 448    | 3,5 | 27T | 2   | 9   | 66    | 7,3  | 13  | 0 | -  | -   | -    | -  | - | 3  | 2  |
| 2018            | Washington Redskins | 16  | 16  | 251   | 1.042  | 4,2 | 90T | 7   | 20  | 208   | 10,4 | 52  | 1 | -  | -   | -    | -  | - | 3  | 2  |
| 2019            | Washington Redskins | 15  | 15  | 211   | 898    | 4,3 | 32  | 5   | 17  | 142   | 8,4  | 22  | 0 | -  | -   | -    | -  | - | 3  | 2  |
| 2020            | Detroit Lions       | 16  | 10  | 156   | 604    | 3,9 | 38  | 7   | 12  | 101   | 8,4  | 23  | 0 | -  | -   | -    | -  | - | 0  | 0  |
| 2021            | Tennessee Titans    | 3   | 2   | 27    | 82     | 3,0 | 16  | 1   | 4   | 8     | 2,0  | 5   | 0 | -  | -   | -    | -  | - | 0  | 0  |
| 2021            | Seattle Seahawks    | 1   | 1   | 11    | 16     | 1,5 | 7   | 1   | -   | -     | -    | -   | - | -  | -   | -    | -  | - | 1  | 0  |
| Total           | Total               | 184 | 166 | 3.230 | 14.918 | 4,6 | 90  | 120 | 305 | 2.474 | 8,1  | 63  | 6 | 17 | 428 | 25,2 | 53 | 0 | 49 | 29 |
| Quelle: NFL.com |                     |     |     |       |        |     |     |     |     |       |      |     |   |    |     |      |    |   |    |    |

## Privates
Peterson ist Vater zweier Töchter und zweier Söhne. Der jüngste seiner beiden Söhne, ein Zweijähriger, wurde im Oktober 2013 das Opfer von tödlichen Misshandlungen, die ihm mutmaßlich vom Lebensgefährten der Mutter zugefügt worden waren.

### Anklage wegen Kindesmisshandlung
Am 12. September 2014 wurde Peterson von der Grand Jury von Montgomery County in Texas wegen fahrlässiger Körperverletzung eines Kindes angeklagt. Daraufhin wurde er von den Vikings zumindest für das nächste Spiel gesperrt. Veröffentlichte Fotos zeigten Striemen an den Beinen seines vierjährigen Sohnes, welche wohl von einer Gerte stammten. Weiterhin legt die Anklage Peterson zur Last, seinen Sohn auch am Rücken, Gesäß und Knöcheln verletzt zu haben.
Die Vikings verkündeten kurze Zeit später, dass Peterson für die nächsten Spiele und so lange das Verfahren am Laufen sei, wieder am Spielbetrieb teilnehmen werde. Öffentliche Kritik an dieser Entscheidung führte jedoch dazu, dass sie zwei Tage darauf verlauten ließen, dass Peterson während des Verfahrens an keinerlei Mannschaftsaktivitäten teilnehmen dürfe. Im Laufe der Verhandlung bekannte sich Peterson schuldig und entging somit einer Haftstrafe. Er wurde zu achtzig Stunden gemeinnütziger Arbeit verurteilt und trägt die Gerichtskosten. Am 18. November 2014 wurde er von der NFL für den Rest der Saison ohne Bezüge gesperrt. Am 26. Februar 2015 wurde die Suspendierung Petersons nach einer gemeinsamen Klage von Peterson und der National Football League Players Association (NFLPA) von einem Gericht aufgehoben.

## Rekorde
- Mit insgesamt 14.918 Rushing Yards rangiert er auf Rang 5 der NFL-Historie.[22]
- meiste Rushing-Yards in einem Spiel (296)[23]
- 3 × NFL Rushing Yard Leader (2008, 2012, 2015)[24]
- Meiste Spiele mit 200+ Rushing Yards (gemeinsam mit O. J. Simpson)[25]